# Хольм ван Зайчик
Хольм ван Зайчик — це псевдонім, яким користуються при написанні спільних творів російські письменники-фантасти та вчені-китаєзнавці В'ячеслав Рибаков та Ігор Алімов. Усі твори авторів, написані під цим псевдонімом, написані в жанрі альтернативної історії, та відбуваються у вигаданій країні Ордусі, яка виникла в альтернативній реальності на території об'єднаних Китаю і Росії.

## Історія появи і творчість
Згідно з офіційною легендою, опублікованою на офіційному сайті Хольма ван Зайчика, він є єврокитайським гуманістом та письменником, який народився в Голландії в 1911 році, тривалий час працював на Сході, уже в 20 років вивчив китайську, японську і малайську мови, у 20 років розпочав дипломатичну кар'єру на острові Тайвань, під час Другої світової війни став радянським розвідником, після війни оселився в Китаї, де брав участь у громадянській війні на боці комуністів, після чого постійно проживав у Китаї, де й помер у кінці 1991 року. Саме ім'я автора книг, а також жанр книг, знаходять аналогію та співзвучність із нідерландським письменником та сходознавцем Робертом ван Гюліком. Під псевдонімом «Хольм ван Зайчик» пишуть російські письменники-фантасти та вчені-китаєзнавці В'ячеслав Рибаков та Ігор Алімов, і під цим псевдонімом з 2000 до 2005 року видана серія з 7 романів під спільною назвою «Євразійська симфонія», або під іншою назвою «Поганих людей немає». Дія усіх романів відбувається в альтернативній реальності, де в ХІІІ столітті Олександр Невський та хан Золотої Орди Сартак уклали договір про дружбу, утворивши державу Ордусь, до якої пізніше приєднався також Китай. У цій країні є три столиці: Ханбалик у східній частині, Каракорум у центрі, та Александрія Невська (на місці Санкт-Петербурга) на заході. Сюжет романів є синтезом життя середньовічного Китаю та реалій Росії кінця ХХ — початку ХХІ століття. Серія творів поділяється на три цзюані, причому до двох перших цзюанів відноситься по 3 романи, а до третього лише один роман. Головними діючими особами серії творів є Богдан Рухович Оуянцев-Сю, чиновник управління етичного нагляду (аналог прокуратури), та Багатур Лобо, співробітник управління зовнішньої охорони (аналог служби безпеки) Ордусі. У творах серії помітна також значна кількість пародій на поняття класичної китайської філософії, особливо їх зіставлення та синтез із особливостями реалій життя та культури Росії кінця ХХ — початку ХХІ століття.

## Нагороди і премії
Перша цзюань циклу творів «Євразійська симфонія» отримала приз «Золотий Кадуцей» як кращий цикл творів або роман з продовженням на фестивалі фантастики «Зоряний міст» у 2001 році.

## Твори, написані під цим псевдонімом
- 2000 — Дело жадного варвара
- 2001 — Дело незалежных дервишей
- 2001 — Дело о полку Игореве
- 2001 — Дело лис-оборотней
- 2003 — Дело победившей обезьяны
- 2003 — Дело судьи Ди
- 2005 — Дело непогашенной луны